# Agrypon sericeum
Agrypon sericeum är en stekelart som först beskrevs av Szepligeti 1906.  Agrypon sericeum ingår i släktet Agrypon och familjen brokparasitsteklar. Inga underarter finns listade i Catalogue of Life.